# Galium acrophyum
Galium acrophyum är en måreväxtart som beskrevs av Ferdinand von Hochstetter och Emilio Chiovenda. Galium acrophyum ingår i släktet måror, och familjen måreväxter. Inga underarter finns listade i Catalogue of Life.